# رابرت جی. چمبرز
رابرت جی. چمبرز (انگلیسی: Robert G. (Bob) Chambers؛ زاده ۱۹۲۴ - درگذشته ۱۷ دسامبر ۲۰۱۶) یک فیزیک‌دان اهل بریتانیا بود.